# برنارد مارشال گوردون
برنارد مارشال گوردون (انگلیسی: Bernard Marshall Gordon؛ زادهٔ ۱ ژانویهٔ ۱۹۲۷) افسر (ارتش)، دانشمند رایانه، مهندس، و مخترع اهل ایالات متحده آمریکا است.
وی همچنین برندهٔ جوایزی همچون عضو پیوسته انجمن مهندسان برق و الکترونیک و مدال ملی فناوری و نوآوری شده‌است.